# Jules Coignet
Pour les articles homonymes, voir Coignet.
Jules Louis Philippe Coignet né le 2 novembre 1798 à Paris et mort le 1er avril 1860 dans le 2e arrondissement de Paris est un peintre français de l'École de Barbizon.

## Biographie
Élève de Jean-Victor Bertin, Jules Coignet adopta la prédilection de son maître pour la peinture paysagiste. Il affirma sa propre sensibilité artistique en quittant l'atelier pour peindre d'après nature dans un style pittoresque, plus visuel et moins guindé que la manière néo-classique de ses devanciers. Il est l'auteur d'un grand nombre de toiles représentant des vues et des paysages peints au cours de ses nombreux voyages dans le Tyrol et le pays de Bade, en Suisse, en Italie et en Sicile, en Égypte et au Liban en Orient, ainsi que dans plusieurs provinces de France, notamment la Bretagne et la vallée de l'Isère.
Habitué du Salon, auquel il participa avec régularité, il y fut récompensé par une médaille d'or en 1824. Le critique d'art Auguste Jal apprécia particulièrement les huiles exposées par Coignet au Salon de 1831. Celui-ci obtint aussi une médaille d'argent à l'Exposition de Lille. En témoignage institutionnel de reconnaissance de son renom artistique, il est nommé chevalier de la Légion d'honneur le 30 avril 1836. 
Auteur de nombreux tableaux, dessins au pastel et aquarelles, Jules Coignet a aussi fait œuvre de portraitiste. En tant que lithographe, il a également gravé et publié plusieurs séries d'estampes de sa composition ainsi que d'après d'autres artistes. En 1834 et 1845, il organisa deux ventes publiques de sa production, très appréciée par les amateurs d'art. Après sa mort, son fonds d'atelier fut dispersé en vente publique le 8 avril 1861.

## Distinctions
- Chevalier de la Légion d'honneur (1836).

## Recueils lithographiques
- Cours complet de paysage.
- Vues pittoresques d'Italie dessinées d'après nature, Paris, Sazerac et Duval, 1825.
- Bade et ses environs dessinés d'après nature, texte d'Amédée Achard, Hachette, 1858.

## Galerie d'images

Œuvres de Jules Coignet
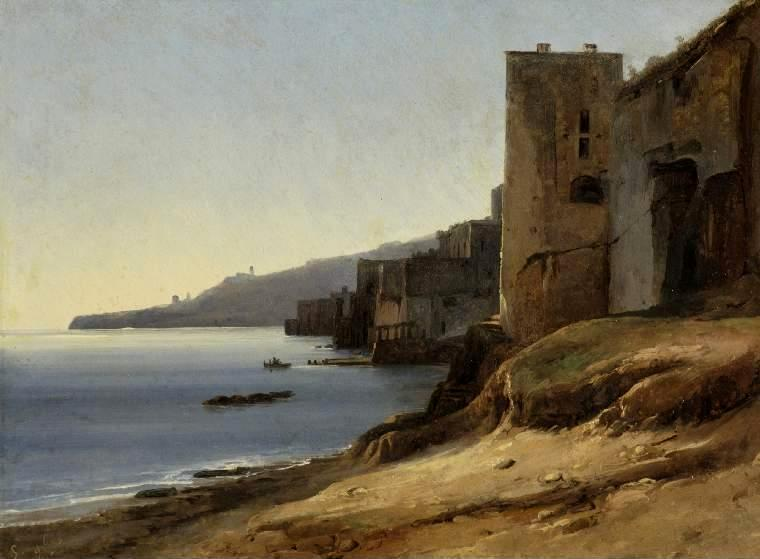
La Côte de la baie de Naples près de Pausilippe (1823), Cambridge, Fitzwilliam Museum.
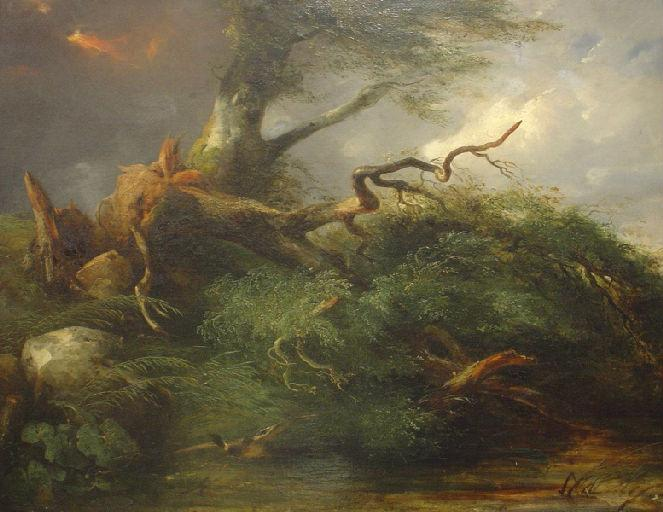
Le Chêne et le Roseau (1831), Château-Thierry, musée Jean de La Fontaine.
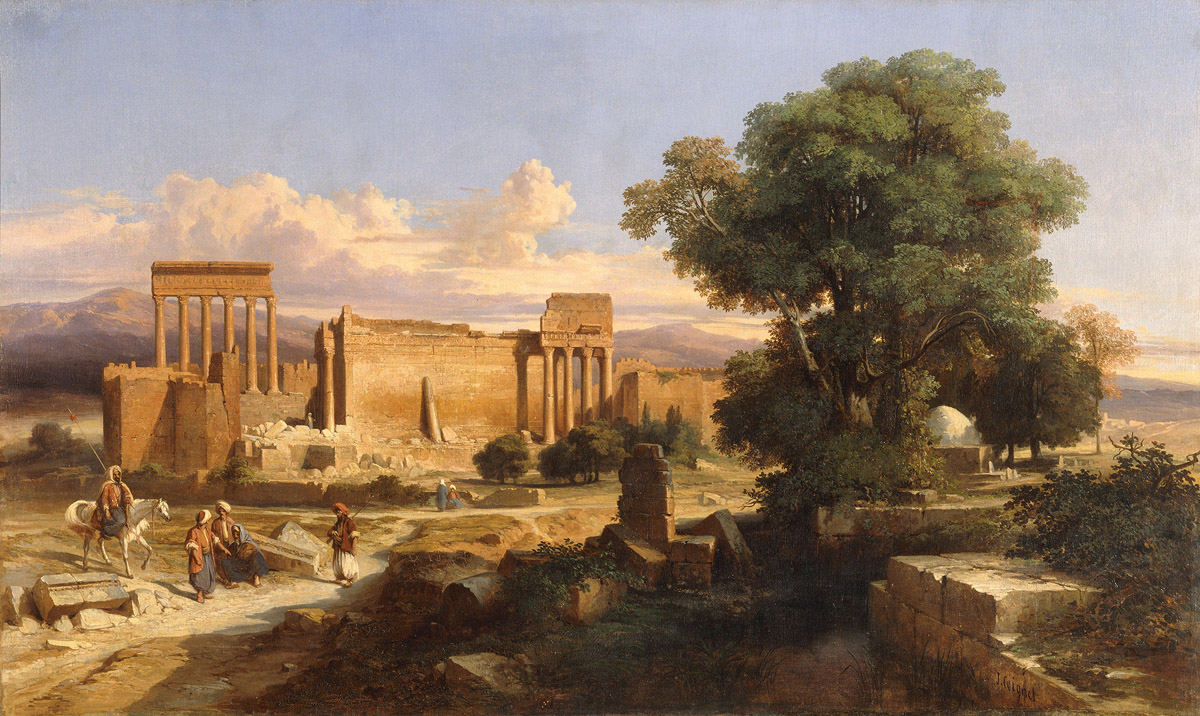
Ruines de Balbeck (vers 1846), Toulouse, musée des Augustins.
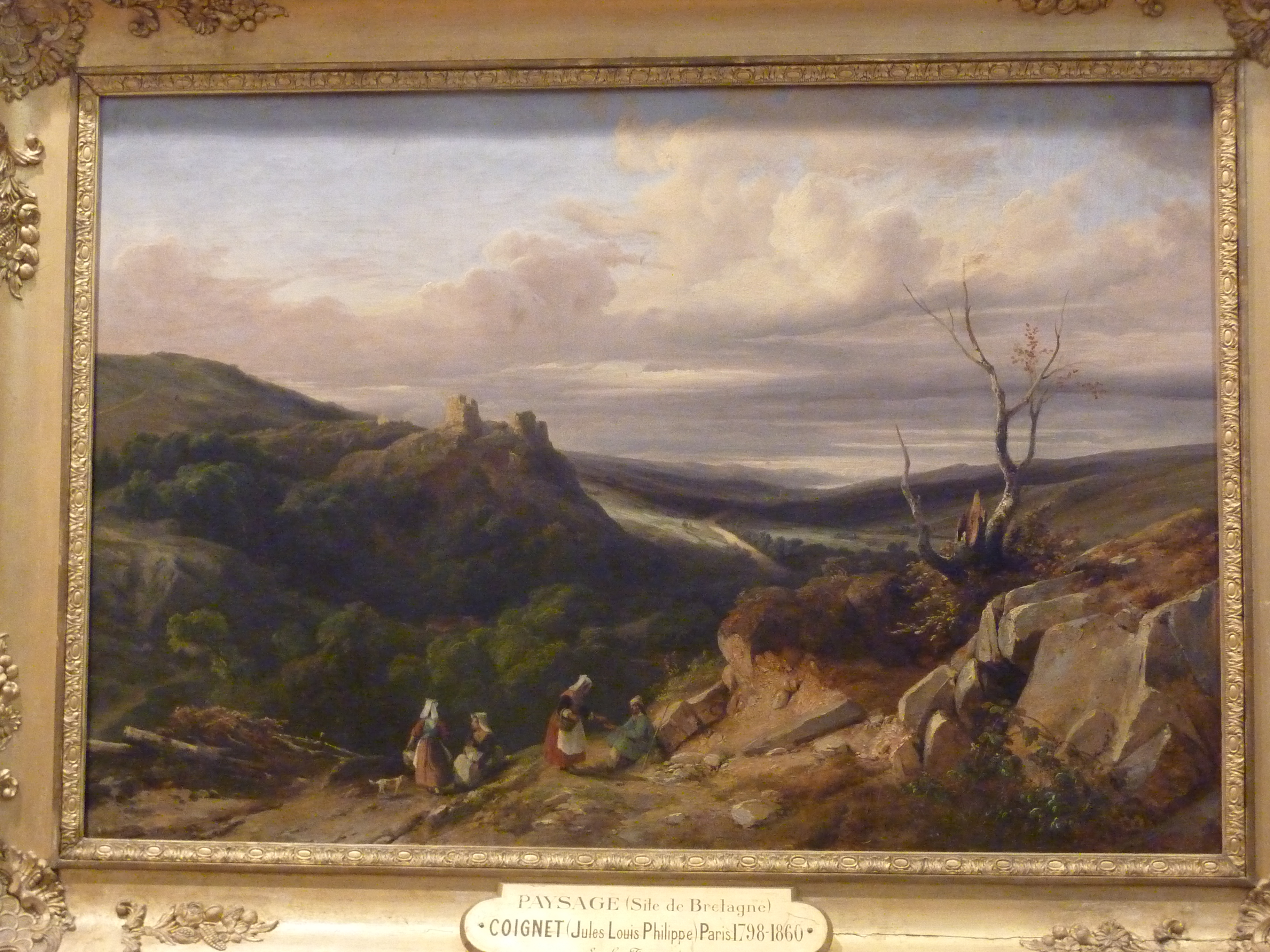
Paysage (site de Bretagne), musée des Beaux-Arts de Quimper.
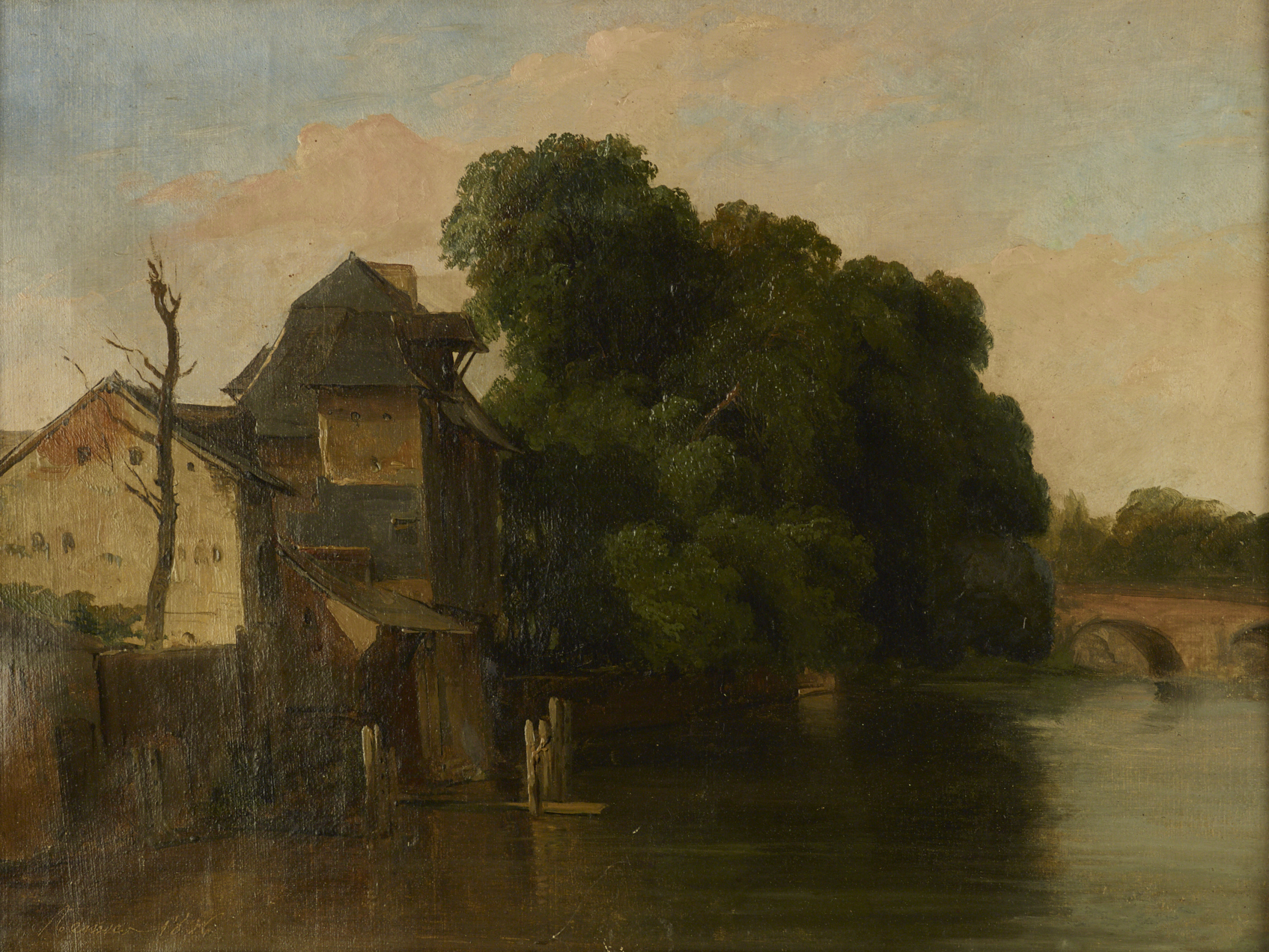
Rennes, le moulin de la Poissonnerie au bord de la Vilaine, 1836, Rennes, Musée de Bretagne

## Collections publiques
États-Unis
- Washington, National Gallery of Art[3].
- New York, Museum of Modern Art[4].

France
- Brest, musée des Beaux-Arts : Locmariaquer, 1836, papier marouflé sur toile, 30 × 39 cm[5].
- Chambéry, musée des Beaux-Arts : Marine : Saint-Pol-de-Léon, 1836[6].
- Château-Thierry, musée Jean de La Fontaine : Le Chêne et le Roseau, 1831[7].
- Clermont-Ferrand, musée d'art Roger-Quilliot.
- Compiègne.
- Dijon :
  - musée des Beaux-Arts : Site de Bretagne, huile sur toile, 66 × 98 cm.
  - musée Magnin : Temps gris sur la mer, vers 1848[8].
- Marseille
- Orléans, musée des Beaux-Arts : 
  - Paysage au bord d'un lac, 1829, huile sur toile, 28 x 35 cm [9];
  - Moines sur un chemin la nuit, huile sur papier marouflé sur toile, 36 x 32,4 cm[10] ;
  - Vallée de Subiaco, 1825, huile sur toile, 28,5 x 43,5 cm[11] ;
- Périgueux, musée d'Art et d'Archéologie du Périgord : Vue des maisons du bords de l'Isle[12].
- Paris, musée du Louvre :
  - Paysage au soleil couchant, huile sur toile[13] ;
  - Paysage : rivière serpentant au milieu d'une plaine, dessin[14].
- Quimper.
- Remiremont.
- Rennes, Musée des Beaux-Arts de Rennes et Musée de Bretagne.
- Strasbourg, cabinet des estampes et des dessins : Monument de Desaix sur la route du Rhin, dessin.
- Versailles, musée de l'Histoire de France : Portrait de Charles-Émile Callande de Champmartin.

Royaume-Uni
- Cambridge, Fitzwilliam Museum : Paysage.

## Élèves
- Louis-Augustin Auguin
- Auguste Böhm
- Ferdinand Chaigneau (1830-1906), en 1849
- Léo Drouyn
- Charles-Théodore Frère
- Louis-Rémy Robert
- Ernest Goupil[15]